# Калюжинці
Калю́жинці — село в Україні, у Срібнянській селищній громаді Прилуцького району Чернігівської області. Розташоване на р. Утці (лівій притоці р. Удаю), за 35 км від центру громади і за 7 км від автотраси Київ — Суми. Населення становить 543 осіб. До 2017 року орган місцевого самоврядування — Калюжинська сільська рада, якій крім села Калюжинці раніше було підпорядковане село* Підлозове.

## Історія
Поблизу села збереглися кургани 2-1 тис. до н. е.
Вперше згадуються у 80-х pp. 17 ст. Входили до Полкової, з 1757 до Переволочнянської сотні Прилуцького полку, до Прилуцького пов. (1782—1923), до Срібнянського р-ну Прилуцького округу (1923—1930).

### Гетьманщина
Вільне військове село до того, як прил. полковн. Лазар Горленко заволодів ним, мабуть, без універсалу гетьмана.
1705 гетьман І. Мазепа надав село прил. полковнику Д. Л. Горленку. 1708 село у нього конфісковане.
1710 гетьман І. Скоропадський видав універсал на село бунчуковому товаришу А. Д. Горленку, у якого воно лишалося до 1715, коли було відібране і віддане спочатку «маршалу Волоокому бану Савину», а потім, у тому ж році, — сербу Гаврилу Милорадовичу. Після смерті Г. Милорадовича (1730) селом володів його син бунчуковий товариш Антон. За ним значилося: 1738-33 двори, 1748-67 дворів, 1752 — 53 двори, 1763-97 дворів (145 хат) і 461 душа селян.
1780 — 100 дворів (150 хат) селян; козаків не було.

### Імперський період
1797 наліч. 608 душ чол. статі податкового населення.
Найдавніше знаходження на мапах 1812 рік
В 1859 — 246 дворів , 1571 ж.; діяла дерев. Покровська церква, споруджена Милорадовичами 1743 (перша ц-ва збудована до 1705).
У 1861-66 pp. в К. містилося Волосне правління тимчасовозобов'язаних селян, якому були підпо-рядковані 7 сільс. громад (828 ревіз. душ). Після реорганізаці ї волостей Калюжинці 1867 увійшли до Сокиринської волості 2-го стану.
1886 — 270 дворів селян власників, які входили до семи сільс. громад (4 Милорадовичивські, Скоропадська, Баранівська, Афанасівська), 2 двори міщан та ін., 300 хат, 1557 ж.; діяли: дерев, ц-ва (поновлена 1842), земське початкове однокласне училище (засн. 1866, у віданні земства з 1872), шинок, кузня, 22 вітряки, 5 олійниць.
На 1903 р. в селі числилось коло дві з половиною тисячі мешканців, понад 20 вітряних млинів.
1910 — 381 госп., з них козаків — 11, селян — 358, євреїв — 2, ін. непривілейованих — 4, привілейованих — 6, наліч. 2156 ж., у тому числі 13 теслярів, 8 кравців, 8 шевців, 4 ковалі, 2 слюсари, 172 ткачі, 42 поденники, 10 займалися інтелігентними та 179 — ін. неземлеробськими заняттями, все ін. доросле нас. займалося землеробством. 2288 дес. придатної землі. Землевласниками були поміщики Милорадович, Конах, А. С. Яхонтова. Діяли: Покровська ц-ва (закрита за часів рад. влади), земське початкове училище, у якому навчалося 92 хлопч. та 20 дівчат (1912).

### Радянський період
У 1923-30 pp. К. — центр сільради. 1925 — 600 дворів, 2724 ж. ; 1930 — 546 дворів, 2579 ж., 1996 — 331 двір, 630 ж.

## Населення
Згідно з переписом УРСР 1989 року чисельність наявного населення села становила 715 осіб, з яких 303 чоловіки та 412 жінок.
За переписом населення України 2001 року в селі мешкали 543 особи.

### Мова
Розподіл населення за рідною мовою за даними перепису 2001 року:
| Мова       | Кількість | Відсоток |
| ---------- | --------- | -------- |
| українська | 539       | 99.26%   |
| російська  | 4         | 0.74%    |
| Усього     | 543       | 100%     |

## Відомі люди
- Вересай Остап Микитович (1803—1890) — український кобзар.
- Милорадович Олександра Григорівна (1830—1890) — українська співачка (драм. сопрано).
- Негрій Антон (бл. 1840 — бл. 1890) — український кобзар, учень Остапа Вересая.